# Ezzouhour (Kasserine)
Pour les articles homonymes, voir Ezzouhour (homonymie).
Ezzouhour est une ville tunisienne située au nord de Kasserine dont elle peut être considérée comme une banlieue.
Placée à la tête de la délégation du même nom, elle constitue originellement un arrondissement de la municipalité de Kasserine comptant 20 277 habitants en 2004.
Avec le décret du 3 décembre 2015, Ezzouhour devient une municipalité distincte.